# Fundo de Investimento do Fundo de Garantia do Tempo de Serviço
FI-FGTS é um Fundo de investimento do Fundo de Garantia do Tempo de Serviço, criado por autorização da Lei nº. 11.491, de 20 de junho de 2007, e constituído nos termos disciplinados pela Instrução CVM nº. 462, de 26 de novembro de 2007, e por resoluções do Conselho Curador do FGTS, sob a forma de condomínio aberto, com prazo de duração indeterminado, regido por um Regulamento e pelas disposições legais e regulamentares que lhe forem aplicáveis. O FI-FGTS é administrado e gerido pela Caixa Econômica Federal. Embora seja administrado pela Caixa, é o Conselho Curador do FGTS, formado por integrantes do governo, quem autoriza as liberações e os montantes a serem aplicados pelo fundo.
De acordo com a Lei nº 11.491/2007, os recursos do FI são destinados "a investimentos em empreendimentos dos setores de aeroportos, energia, rodovia, ferrovia, hidrovia, porto e saneamento".
Em 2015, o patrimônio do FI-FGTS somou 31,9 bilhões de reais. O total de investimentos por meio de ações sem cotação em bolsa, debêntures não conversíveis em ações e cotas de fundos de investimentos alcançou 21,65 bilhões de reais.

## Prejuízos

### Sete Brasil
A rentabilidade de 2015 ficou negativa em 3%, e houve uma perda de 900 milhões de reais do patrimônio líquido. A principal razão para resultado foi o provisionamento de 1,8 bilhão de reais para cobrir os prejuízos do colapso da Sete Brasil, criada para construir e administrar os navios sondas do pré-sal.

### Empreiteiras
O FI-FGTS chegou a ter mais de um terço do total do patrimônio líquido, de 34 bilhões de reais, aplicado em companhias envolvidas no escândalo. Estão na lista a Odebrecht Transport e a Odebrecht Ambiental, empresas de capital fechado do Grupo Odebrecht (atual Novonor), além da OAS Óleo e Gás e da CCR (concessionária de rodovias dos grupos Andrade Gutierrez e Camargo Corrêa).